# Discóforo

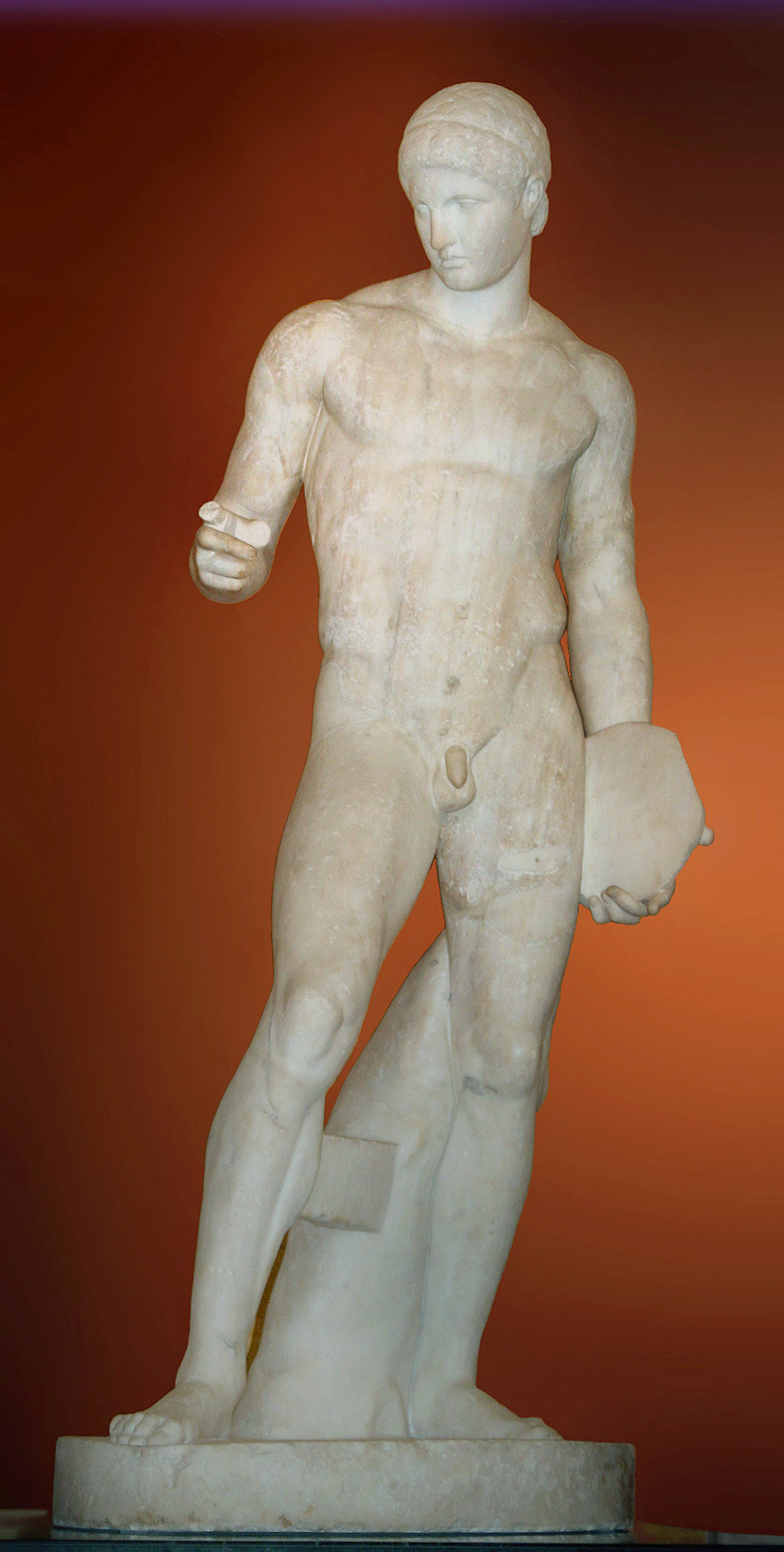
Un Discóforo, Museo Británico.

El Discóforo, (griego, el «portador de disco», nudus talo incessens) fue una escultura en bronce obra del escultor griego clásico Policleto, creador del Doríforo y el Diadúmenos, y sus muchas copias romanas en mármol. Es una obra temprana de Policleto, que data del 450-440 a. C. No debe, sin embargo, confundirse con el Discóbolo de Mirón que muestra a un atleta lanzando el disco, no portándolo.
Como el Doríforo y el Diadúmenos, fue creado como ejemplo del canon de Policleto de la forma humana ideal en escultura. Representa a un atleta joven, musculado, sólidamente construido, en un momento de reflexión en el momento de desnudarse preparado para lanzar el disco y el momento en el de hecho lo lanza. 
Este tipo de Discóforo de Policleto, que fue originariamente fundido en bronce, se ha conservado en copias de mármol romanas de los siglos I y II. Las copias de mármol suelen tener como añadido un tocón de árbol hecho en mármol, pues este material es más débil y pesado que el bronce, de manera que se necesita el tocón como apoyo. Estas copias a menudo carecen de brazos, que de igual manera se restauran con frecuencia.
Una copia en el Museo Torlonia en Roma le muestra con un disco en la mano izquierda. Esta copia sugiere una conexión con un Torso de Éfeso. La copia del Museo Torlonia está considerada la interpretación más fiable desde el punto de vista arqueológico.
Puesto que la cabeza representa una cabeza ideal, suele relacionarse con la figura de Hermes. En realidad, hay estatuas de Hermes con el casco alado como un atributo externo, lo que apoya esta interpretación. Las cabezas de Policleto no son retratos fidedignos de personas concretas, por lo que se refieren a una búsqueda mitológico. Lo mitológico también se encuentra presente en los atletas, pues Hermes era también el dios de la palestra. 
Este motivo fue reiterado por sus alumnos, entre otros Lisipo. Y aunque se produzcan cambios en las proporciones, siguen de todas maneras apuntando al maestro.